# (39462) 5175 T-3
5175 T-3 (asteroide 39462) é um asteroide da cintura principal. Possui uma excentricidade de 0.17204890 e uma inclinação de 11.03344º.
Este asteroide foi descoberto no dia 16 de outubro de 1977 por Cornelis Johannes van Houten e Ingrid van Houten-Groeneveld e Tom Gehrels em Palomar.